# G-Man (argot)
 (janvier 2013).
Si vous disposez d'ouvrages ou d'articles de référence ou si vous connaissez des sites web de qualité traitant du thème abordé ici, merci de compléter l'article en donnant les références utiles à sa vérifiabilité et en les liant à la section « Notes et références ».

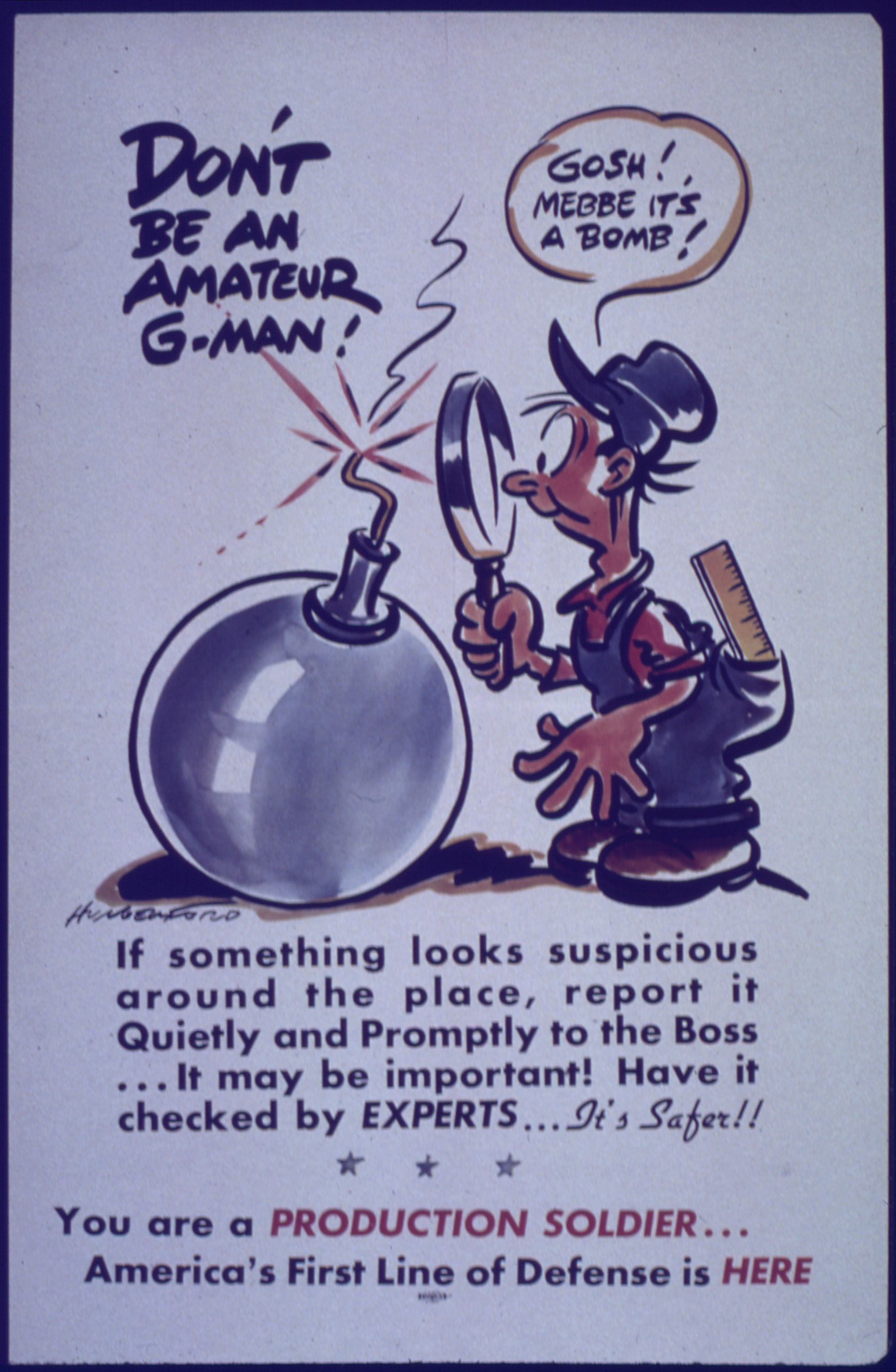
Affiche des années 1940 utilisant le terme « G-Man ».

Un G-Man (pour Governement Man en anglais) est un terme en argot pour décrire un agent spécial américain, notamment entre les années 1930 et 1950. Il est principalement utilisé pour désigner les agents du Federal Bureau of Investigation (FBI).